# Cristóbal Martín de Stolberg-Rossla

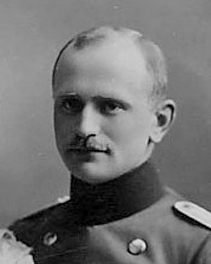
Cristóbal Martín de Stolberg-Rossla

Cristóbal Martín de Stolberg-Rossla (en alemán: Christoph Martin zu Stolberg-Roßla; 1 de abril de 1888, Roßla - 27 de febrero de 1949, Ortenberg) fue un conde (y desde 1916 príncipe) alemán.

## Familia
Cristóbal de Stolberg procedía de la línea comital de Stolberg-Roßla, que había gozado de inmediación imperial, de la familia noble Stolberg, que disfrutaba de diversos privilegios como señores del territorio en Prusia. La familia poseía propiedades en el condado de Stolberg-Roßla y en Ortenberg en el Gran Ducado de Hesse y, en consecuencia, poseía escaños hereditarios en la Cámara de los Señores de Prusia (1918) y en la Cámara Alta de los Estados del Gran Ducado de Hesse (1916-1918, aunque nunca asumió formalmente el cargo).
Cristóbal de Stolberg era el segundo hijo del Príncipe Botho de Stolberg-Roßla y de su segunda esposa Eduviges, de soltera Princesa de Ysenburg y Büdingen en Büdingen (1863-1925). En 1916 sucedió a su hermano mayor Jost Cristian (1886-1916), caído en la Primera Guerra Mundial, como príncipe y jefe de línea y propietario del condado de Stolberg-Roßla, creado por herencia en 1706, pero anexado en 1731 al Electorado de Sajonia y finalmente mediatizado en 1806.
En 1911, Cristóbal de Stolberg se casó con la princesa Ida de Reuss (1891-1977), hija del príncipe Enrique XXII y de su esposa, la Princesa Ida de Schaumburg-Lippe. Era la hermana menor del último príncipe de Reuss de la línea mayor, Enrique XXIV, que había sido puesto bajo regencia debido a su incapacidad para gobernar, y de la posterior emperatriz viuda Herminia de Prusia. La pareja tuvo cuatro hijos.

## Vida
Cristóbal de Stolberg fue un capitán prusiano del 3er Regimiento de Ulanos de la Guardia. En 1916 heredó el condado de Stolberg-Roßla y en 1918, tras cumplir 30 años, se convirtió en miembro de la Cámara de los Señores de Prusia durante unos meses hasta su disolución. El príncipe de Stolberg-Roßla siguió siendo propietario de sus propiedades en el castillo de Roßla y sus alrededores, así como del castillo de Ortenberg en Hesse. En 1933 su esposa heredó el castillo de Burgk en Vogtland de su hermana Herminia. En 1945, las propiedades de Roßla y Burgk fueron expropiadas y la pareja real se retiró a sus propiedades en Alemania Occidental, donde Cristóbal Martín murió en 1949 en el castillo de Ortenberg.